# 야마두타

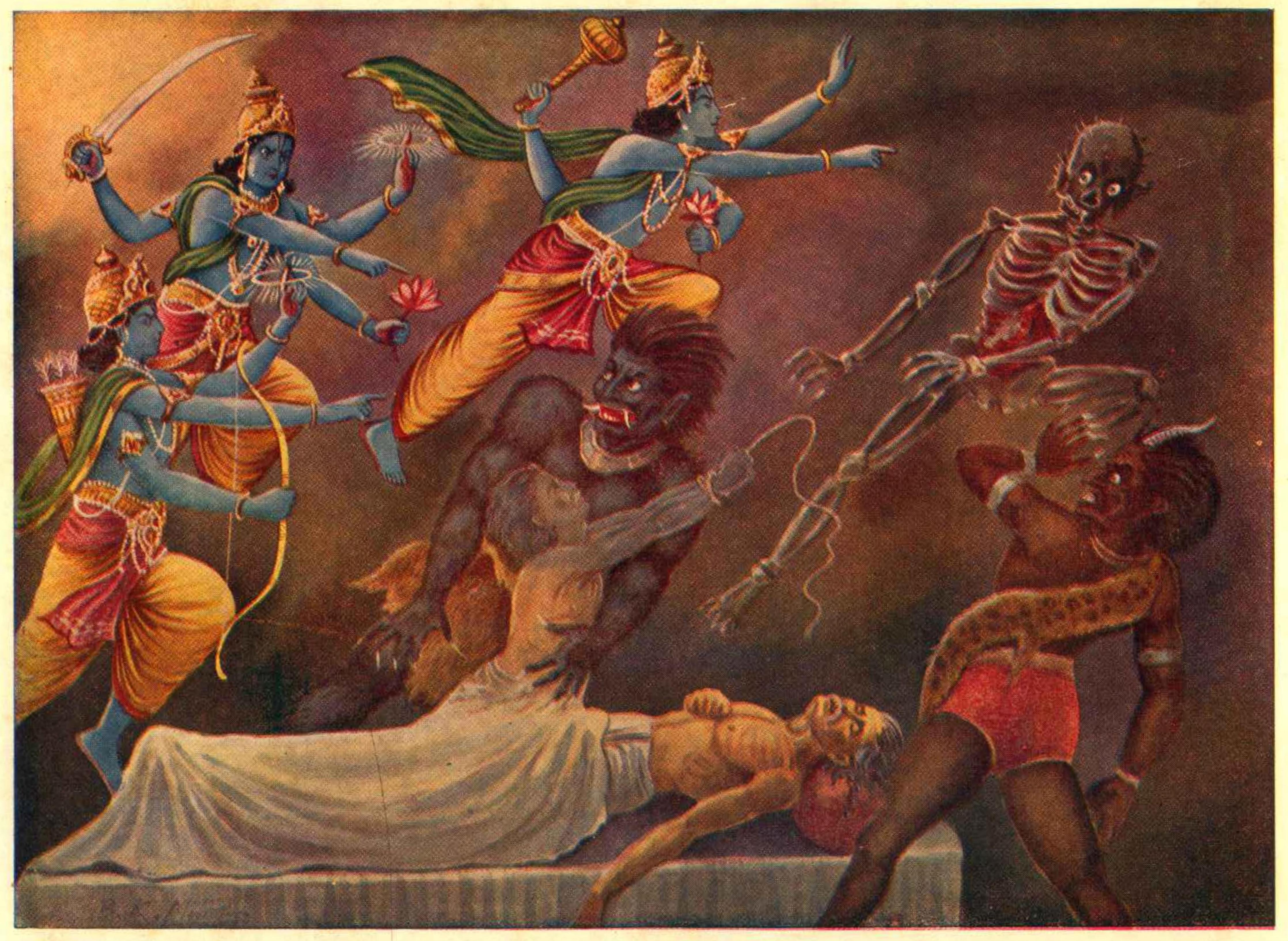
비슈누두타들은 야마두타(오른쪽)들로부터 아자밀라의 영혼을 구출한다.

야마두타(산스크리트어: यमदूत)는 힌두 신화에 등장하는 저승사자로, 저승의 신 야마의 대리인이다. 이들은 해탈을 이루지 못한 인간의 죽은 영혼을 저승인 야마로카로 실어나른다.
 

## 신화

### 아자밀라의 이야기
야마두타들은 아자밀라의 이야기에서 주로 등장한다. 아자밀라는 쿠샤풀을 채취하기 위해 정글로 떠난 브라만이었다. 아자밀라는 도중에 아름다운 수드라 여인을 만났고, 자신의 의무를 소홀히 한 브라만은 그녀를 아내로 맞이했다. 그들 사이에 열 명의 자녀가 태어났다. 그가 임종할 때 야마두타들이 그를 지옥으로 데려가려고 기다릴 때, 그는 비슈누의 별명이기도 한 그가 가장 좋아하는 아들 나라야나의 이름을 불렀다. 이에 비슈누의 사자 비슈누두타가 야마의 부하들이 아자밀라를 지옥으로 데려가는 것을 막았다. 분쟁이 벌어지자 야마두타들은 브라만을 야마에게 데려갔고, 이 이야기를 들은 죽음의 신은 비슈누두타가 옳다고 확언했고, 죽음의 사자들은 비슈누의 영광을 찬양했다. 이 전설은 야마두타가 비슈누교도들을 피하거나 최소한 야마로카가 아닌 바이쿤타로 데려간다는 신앙의 기원이다.